# Колос (футбольный клуб, Александровское)
«Колос» — советский и российский футбольный клуб из Александровского. Основан в 1967 году. Чемпион Ставропольского края по футболу 1989 года.
До 2013 года клуб был постоянным участником первенства края по футболу. Последнее участие в этом турнире в 2012 году обернулось для команды последним местом в зоне «Восток» второй группы.

## Названия
- 1967 — «Колос»;
- 1968 — «Урожай»;
- 1969—1970 — «Колос»;
- 1971—1976 — «Урожай»;
- 1977 — «Колос»;
- 1978—1980 — «Урожай»;
- 1981—1983 — «Мелиоратор»;
- 1984 — «Урожай»;
- 1985—2002 — «Колос»;
- 2002 — «Колумб»;
- 2008 — «Колос»;
- 2008 — «Войтика»;
- 2009 — «Колос»;
- 2010 — «Факел»;
- с 2011 — «Колос».

## Достижения
- Чемпион Ставропольского края (1): 1989[3].
- Чемпион Ставропольского края (дивизион 2) (1): 2009.

Во Второй лиге высшим достижением считается 16-е место (в зональном турнире класса «Б» в 1968 году и в зональном турнире класса «Б» в 1969 году).